# Óriásszalamandra-félék
Az óriásszalamandra-félék (Cryptobranchidae) a  kétéltűek (Amphibia) osztályába tartozó a farkos kétéltűek (Caudata) rendjébe tartozó család.

## Rendszerezés
A családba az alábbi 2 nem és 5 faj tartozik:
- Andrias (Tschudi, 1838) – 4 faj
  - kínai óriásszalamandra (Andrias davidianus)
  - dél-kínai óriásszalamandra (Andrias sligoi)
  - csianghszi óriásszalamandra (Andrias jiangxiensis)
  - japán óriásszalamandra (Andrias japonicus)

- Cryptobranchus (Leuckart, 1821) – 1 faj
  - mocsári ördög (Cryptobranchus alleganiensis)

|  |

## Érdekességek
° Ebbe a családba tartozhatott az a miocénkori, később kihalt, sósvízi (pelagikus) életmódot követő szalamandrafaj is, mely a felfedezőjétől az Andrias scheuchzerinevet kapta (Johannes Jakob Scheuchzer után); a faj másik névváltozata: Cryptobranchus primaevus. Az 1930-as években Karel Čapek cseh író ezt a fajt "feltámasztva", illetve "újrafelfedezve" írta meg a Harc a szalamandrákkal című, szatirikus-utópisztikus regényét, melyben a főszereplő kétéltűek az emberi beszéd elsajátítására is képesek, és robbanásszerű evolúciőjuk a könyv végére azt eredményezi, hogy az emberi kultúrával kapcsolatos, kezdetben lelkesen odaadó attitűdjük a két faj közti durva fegyveres ellenségeskedésekig fajul.